# Tales of a Third Grade Nothing
Tales of a Third Grade Nothing («Байки из третьего класса») — шестая серия седьмого сезона мультсериала «Гриффины». Премьерный показ состоялся 16 ноября 2008 года на канале FOX.

## Сюжет
Питер ради шикарного директорского туалета, расположенного в джунглях тропического острова) решает стать начальником на Потакетской пивоварне. Для этого он начинает одеваться с иголочки и следить за порядком на своём рабочем месте, а также продвигает ряд инновационных идей. Хоть и не все они идут во благо общества (по его вине случайно происходит взрыв в детской больнице — 19 детей погибло), Питера замечают и рекомендуют на карьерное повышение. Но есть одна проблема: чтобы занять новую должность, Питер должен окончить третий класс, который он не смог окончить в детстве. Поэтому вскоре Питер и Крис оказываются в одном классе. Грядут соревнования по правильному произношению слов, и если в нём Питер победит, учительница обещает ему поставить «автомат» за весь третий класс. Питер принимает вызов. В напряжённой борьбе Питер побеждает на состязании. Радостный, Питер просит у Анжелы о своём скорейшем повышении, но та заявляет, что расследованием взрыва в больнице занялось ФБР, Питер — обвиняемый. Вскоре происходит суд, и его заключают в тюрьму на 7 дней.
Тем временем Брайан и Фрэнк Синатра решают выкупить ночной клуб «Куахог Каба́на» (Quahog Cabana Club), чтобы исполнять там гостям свои любимые песни. Клуб открыт заново, но посетителей в нём почти нет. Стьюи берёт переоборудование клуба в свои руки и превращает его в молодёжную дискотеку, переименовывая его в «мЕсто» (pLace). Чтобы соответствовать, Брайан и Фрэнк, после некоторых колебаний, переодеваются в рэперов, и им это нравится. Клуб наполнен посетителями, но все немедленно разбегаются, едва в зал входит Энди Дик. Брайан и Фрэнк, опечаленные, но не упавшие духом, исполняют песню перед пустым залом.

## Создание
Автор сценария: Алекс Картер
Режиссёр: Джерри Лэнгфорд
Композитор: Уолтер Мёрфи
Приглашённые знаменитости: Кэрри Фишер (в роли начальницы Питера, Анжелы), Боб Баркер (камео), Энди Дик (камео), Фрэнк Синатра-младший (камео), Дэвид Эткинс (Синдбад) (камео), Дебби Рейнольдс, Элиша Катберт, Чейс Кроуфорд, Александра Брекенридж, Кейли ДеФер и Брюс Дженнер.
Премьеру эпизода посмотрели 8 520 000 зрителей.
Эпизод получил в целом позитивные отзывы от регулярных критиков.